# 日産・テラノII
テラノII（Terrano II）は、日本の自動車メーカー、日産自動車によって1993年から2005年にかけて製造されたSUV型乗用車である。日本市場へは1994年から1998年にかけてミストラルとして日産・サティオ店で販売された。また、日産自動車のスペインの子会社である日産モトール・イベリカでも欧州市場向けに製造されたほか、フォード・オブ・ヨーロッパとのOEM契約に伴い、欧州市場および英国市場ではフォード・マーベリックとして販売された。

## 概要
1993年に発売され、2005年5月に生産終了となり、2006年に販売終了となった。基本的な構造は変化させる事なく、細々とマイナーチェンジを繰り返し商品力を保っていた。テラノIIは日産自動車内ではR20と呼称されていた。
デザインはイタリアのI.DE.Aによってデザインされた。競合車と比較して全高が高く設計されており、地上高も高く確保していた。WD21型テラノのプラットフォームをベースとし、ホイールベースの異なる3ドアモデルと5ドアモデルを設定した。英国市場向けには3ドアモデルのパネルバン仕様も設定された。
1993年2月にスペインで生産開始され、同年5月に欧州で発売された。ミストラルは1994年6月に日本市場で発売された。
1996年にマイナーチェンジを実施し、ヘッドランプを角形2灯式から丸形4灯式へ変更。オーストラリア市場では遅れて1997年4月に発売された。トランスミッションはMTのみの設定で、ATはオプション設定されなかった。
1999年初頭にミストラル、マベリックが廃止されると同時にマイナーチェンジを実施し、ヘッドランプを丸形4灯式から異形2灯式へ変更。
2002年にマイナーチェンジを実施し、ステアリング・ホイールをP12型系プリメーラと統一。3月に開催された第72回ジュネーブモーターショーにて、テラノIIはテラノへ、従来のテラノはパスファインダーへそれぞれ改称して販売された。
2006年まで欧州市場で販売された。後継車は2001年から併売されるエクストレイル、パスファインダー、英国市場向けキャシュカイとなる。
なお、テラノIIは3ドアモデルおよび5ドアモデルがボディ・オン・フレームを採用したのに対し、キャシュカイは5ドアモデルがユニボディを採用した。

## エンジン
1993年発売当初は2.4Lガソリン（KA24S型）と2.7Lターボディーゼルを搭載していたが、1996年マイナーチェンジ後はガソリンが燃料噴射（KA24E型）へ変更され、ターボディーゼルはインタークーラー付となり、2.4iと2.7TDiが搭載された。
1999年から2006年にかけては3.0L TDi DOHC直噴ターボディーゼルインタークーラー付が生産され、日産・ZD30DDTiが搭載された。これにより、最高出力および燃費が大幅に向上した。

## ギャラリー

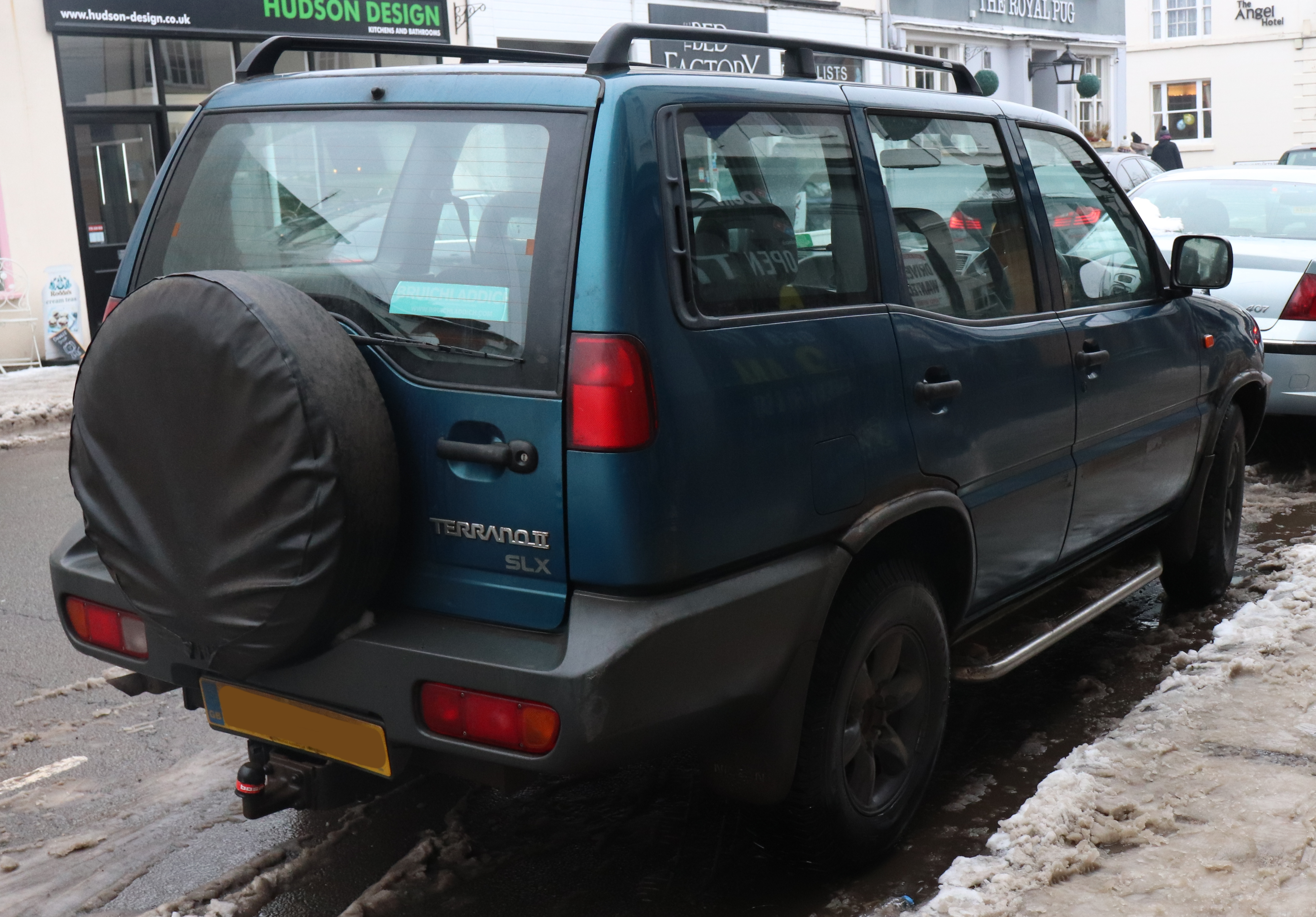
リア 前期型
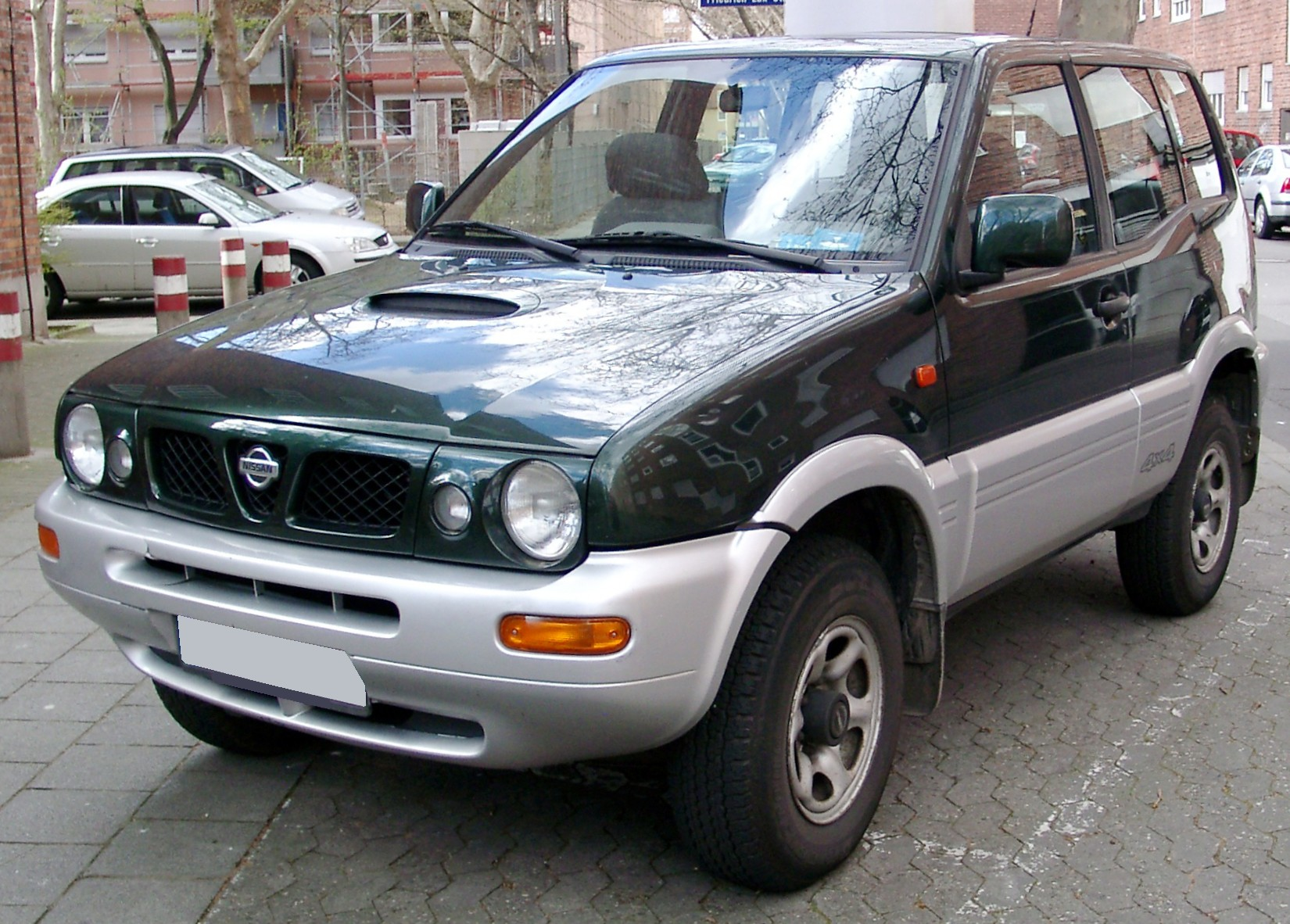
マイナーチェンジ（1回目）
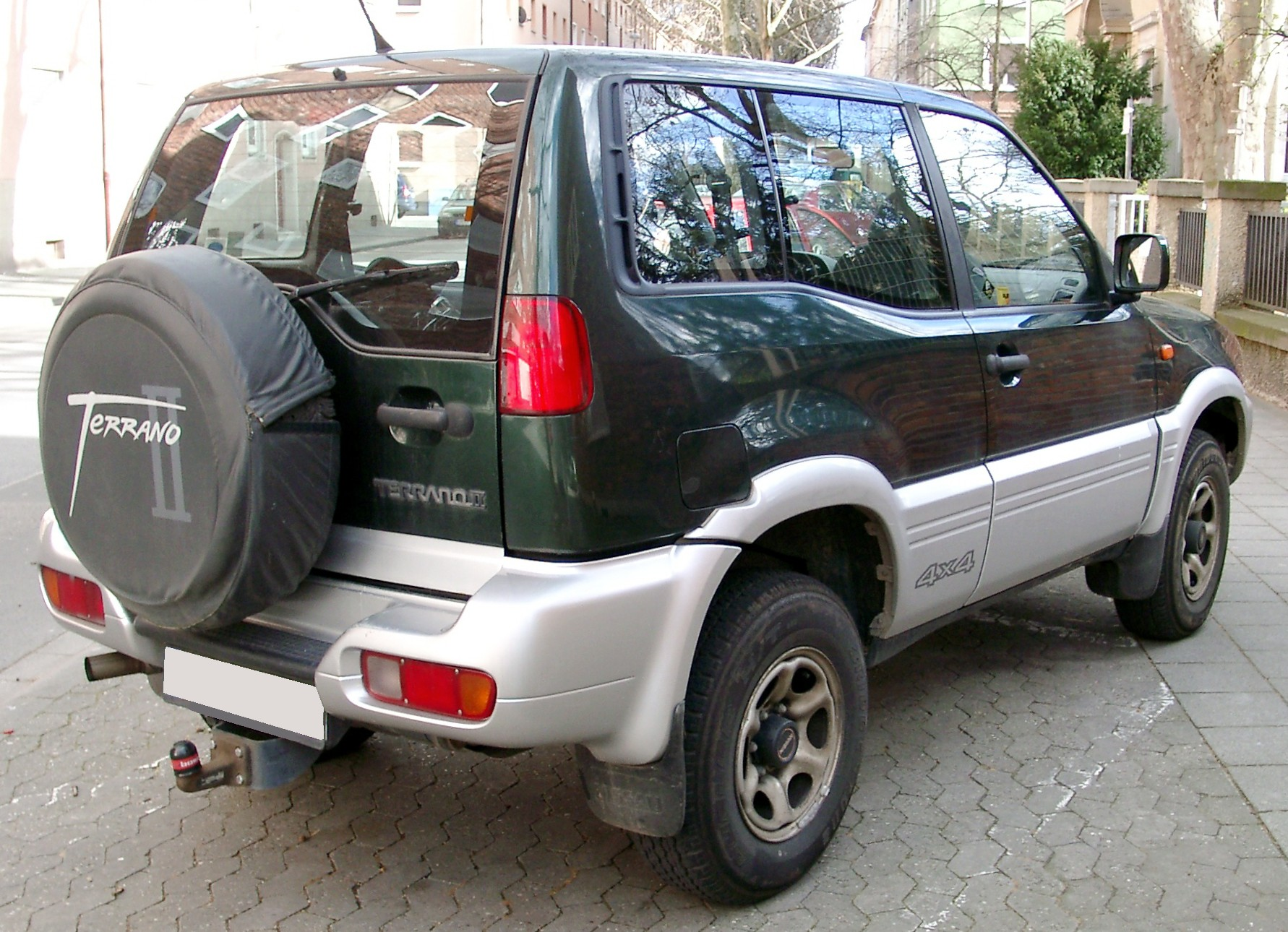
マイナーチェンジ（1回目）
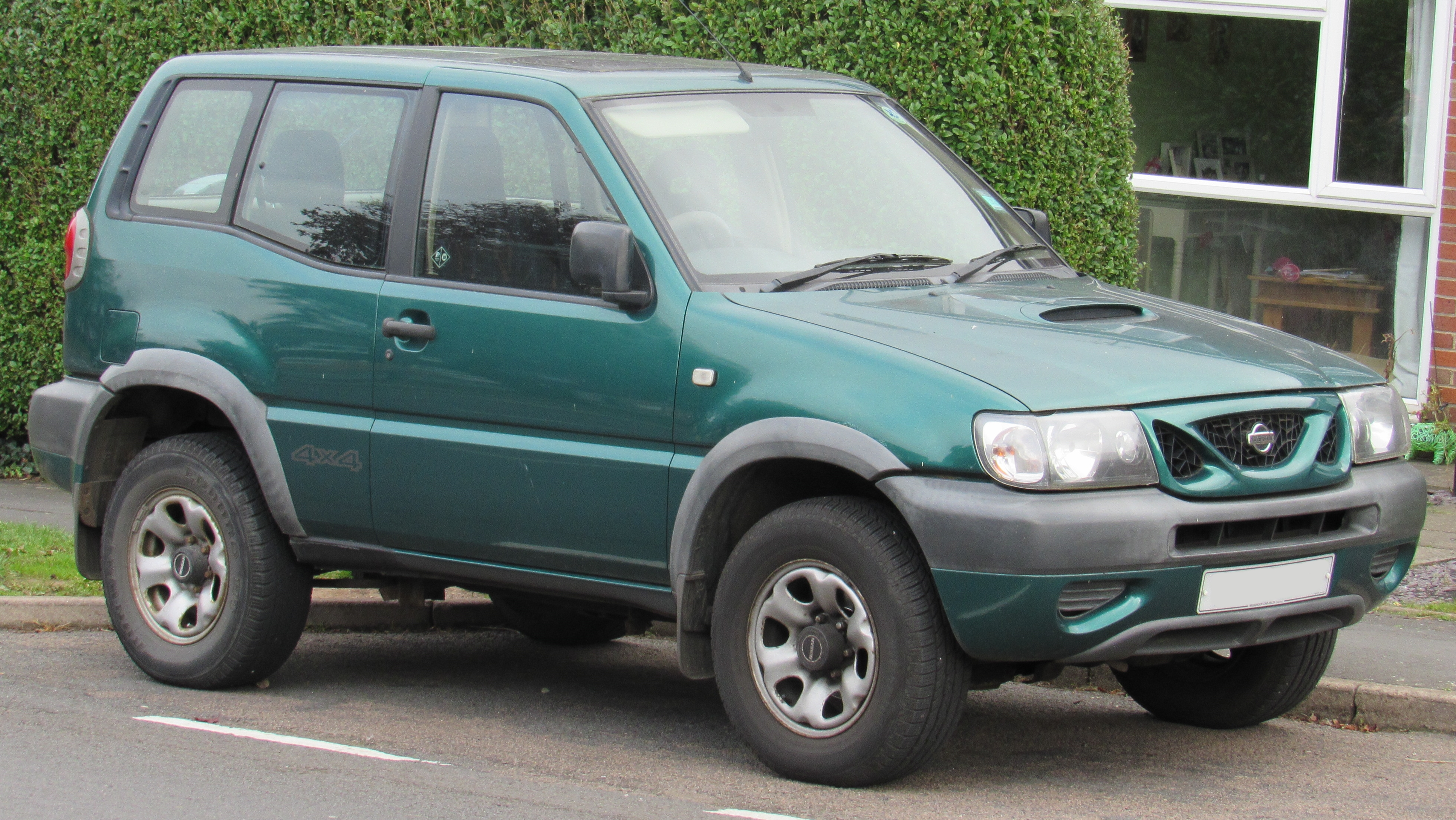
マイナーチェンジ（2回目）
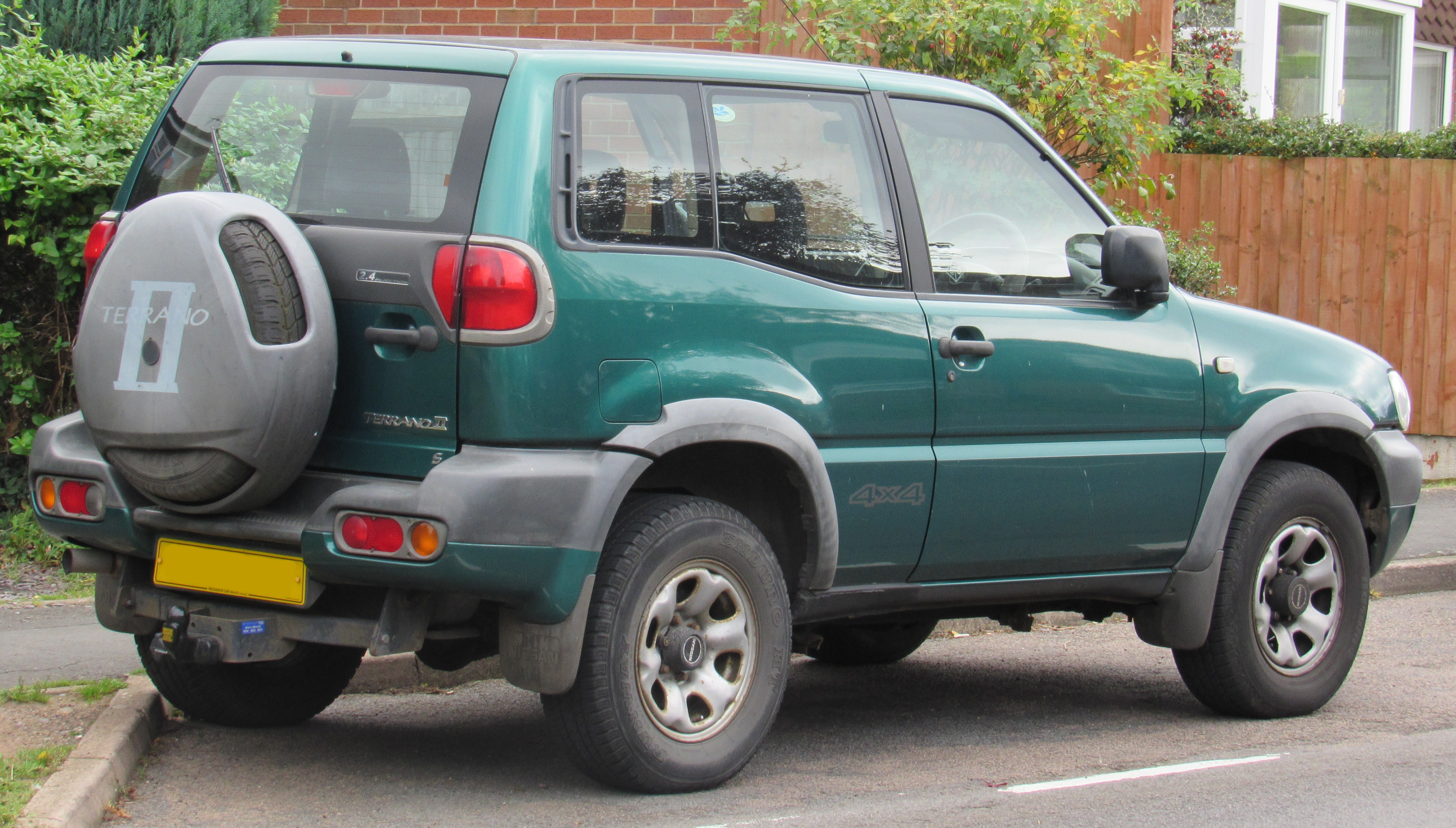
マイナーチェンジ（2回目）
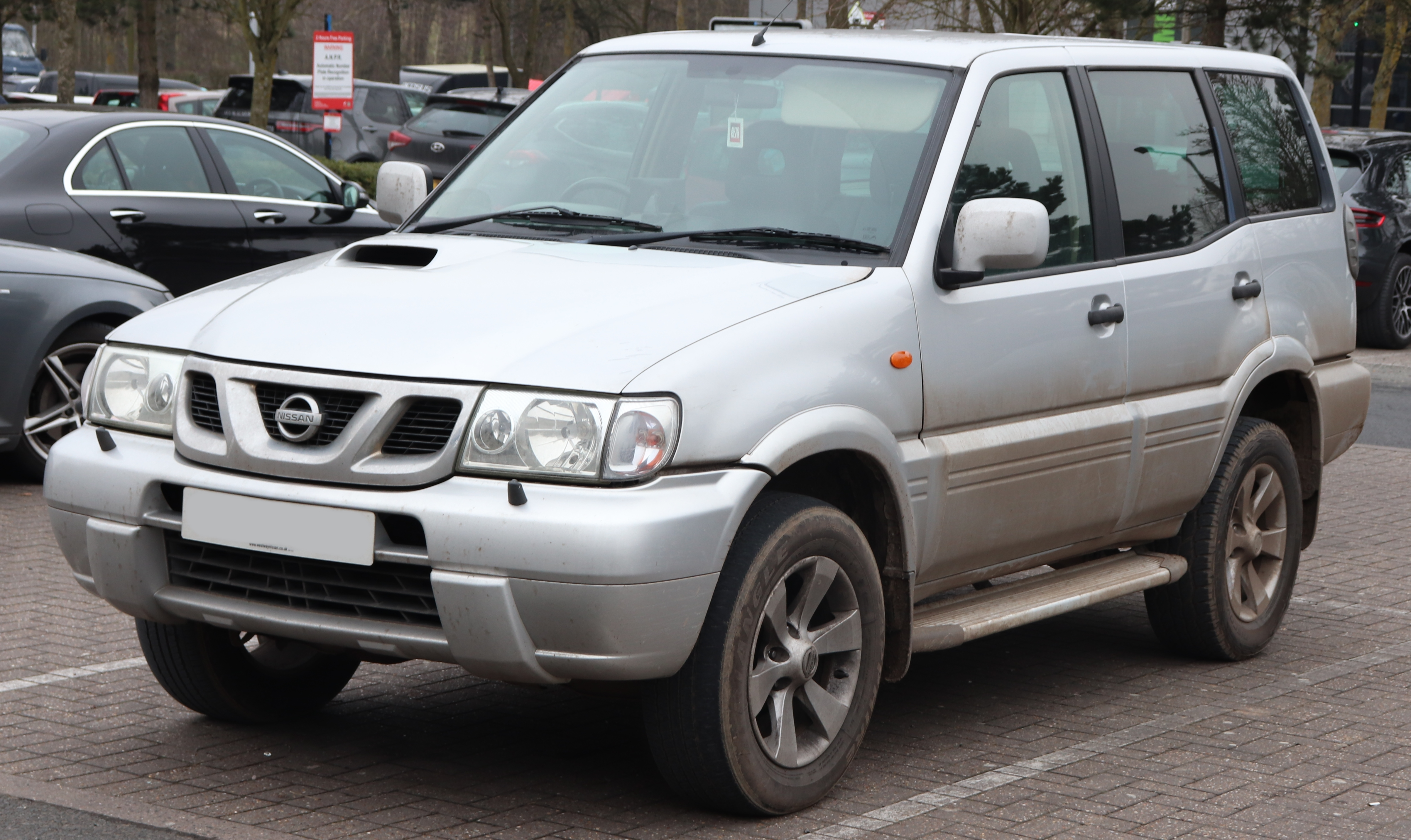
マイナーチェンジ（3回目）